# Rotadiscus insularis
Rotadiscus insularis är en snäckart som först beskrevs av Frank Climo 1978.  Rotadiscus insularis ingår i släktet Rotadiscus och familjen Charopidae. Inga underarter finns listade i Catalogue of Life.